# Beterverwagting
Beterverwagting (även: Betterverwagting) är en ort i regionen Demerara-Mahaica i norra Guyana. Orten hade 2 163 invånare vid folkräkningen 2012. Den är belägen cirka 11 kilometer öster om Georgetown.